# Movimento kachak
Il movimento kachak era costituito da ribelli albanesi stanziati in Kosovo, Macedonia e Sangiaccato e fu attivo dal 1919 al 1927. Le rivolte iniziarono dopo la fine della prima guerra mondiale, quando il Kosovo divenne parte del nuovo Regno di Jugoslavia. Parte della popolazione albanese che si opponeva al dominio jugoslavo formò una guerriglia costituita da kachak sotto la guida del Comitato per la difesa nazionale del Kosovo e condusse operazioni militari e attacchi contro i soldati e le istituzioni amministrative jugoslave.
In risposta alle ribellioni, le autorità jugoslave condussero operazioni contro i ribelli e la popolazione civile. Durante questo periodo furono denunciate numerose atrocità perpetrate ai danni della popolazione albanese, tra cui massacri, distruzione di villaggi e saccheggi. Si stima che solo tra il 1918 e il 1921 siano stati uccisi circa 12 000 albanesi del Kosovo. Il movimento kachak venne definitivamente soppresso nel 1927 dall'alleanza della Jugoslavia con Ahmet Zogu.

## Antefatti
Prima della fondazione dell'Albania indipendente, il Kosovo era stato uno dei principali centri del nazionalismo albanese. Nel 1878 vi fu costituita la Lega di Prizren, un'organizzazione politico-militare di leader albanesi che cercò di difendere proprie le terre, e vi si tennero anche le rivolte albanesi del 1910 e del 1912. Nonostante la maggioranza della popolazione fosse di etnia albanese (circa il 75%), la minoranza dei kosovari (per lo più serba) desiderava unirsi al Regno di Serbia.
Molti albanesi in Kosovo e Albania resistettero all'incorporazione nei regimi jugoslavi, spesso mutevoli, sapendo che le nuove forze jugoslave erano le stesse truppe serbo-montenegrine che avevano già perpetrato massacri ai danni dei civili. Gli albanesi consideravano la coesistenza pacifica irraggiungibile, dato il terrore e la violenza che già avevano subito in precedenza.
Dopo la prima guerra mondiale la Serbia si ritrovò in difficoltà a causa dell'occupazione austro-ungarica e il Kosovo fu teatro di scontri tra albanesi e serbi. Nel 1918 gli alleati della prima guerra mondiale premiarono la Serbia per i suoi sforzi con la formazione di un regno centralizzato di serbi, croati e sloveni che mantenne anche il Kosovo tra i suoi territori. Le condizioni per gli albanesi kosovari si deteriorarono al tentativo di assimilazione culturale da parte delle autorità serbe, le quali chiusero le scuole di lingua albanese e favorirono la popolazione a emigrare. Il Regno promosse l'insediamento di coloni serbi e slavi in Kosovo, dando così inizio alla colonizzazione jugoslava della regione.
Nacque dunque un movimento di resistenza armata contro le autorità jugoslave costituito dai kachak. Sotto la guida politica di Hasan Pristina e Bajram Curri, il movimento venne fondato a Scutari ed era diretto dal Comitato per la difesa nazionale del Kosovo, organizzazione costituita il 1º maggio 1918. Tra le richieste avanzate dai ribelli figuravano la riapertura delle scuole di lingua albanese, il riconoscimento dell'albanese come lingua coufficiale, e l'autonomia territoriale al fine di unire il Kosovo all'Albania.

## Ascesa del movimento kachak
In risposta diretta alla repressione militare delle autorità serbe e all'insediamento di sindaci e funzionari locali serbi, i kachak albanesi in Macedonia presero di mira gli uffici pubblici, i tribunali e i treni, e iniziarono a razziare il bestiame. Alla fine del 1918 nella sola regione di Dibër furono rubati circa 10 000 animali. I kachak erano attivi anche intorno a Ocrida e a Bitola.
Il 6 maggio 1919 il Comitato per la difesa nazionale del Kosovo invocò una rivolta generale guidata da Bajram Curri, Hasan Prishtina e Azem Galica. Il direttivo esortò i kachak ad astenersi dal prendere di mira, danneggiare o maltrattare gli slavi disarmati e dal bruciare case o chiese, ma ordinò loro di attaccare l'esercito jugoslavo e gli edifici amministrativi. Le autorità serbe cercarono di sedare le rivolte attaccando indiscriminate sia i kachak che la popolazione civile.
La rivolta su larga scala si concentrò nella regione di Drenica, coinvolgendo circa 10 000 combattenti guidati da Azem Galica. I principali leader kachak chiesero al Regno di Jugoslavia di porre fine all'eccidio degli albanesi, di riconoscere il diritto all'autogoverno degli albanesi del Kosovo e di fermare sia il programma di colonizzazione jugoslava del Kosovo che la azioni militari delle forze jugoslave con il pretesto del disarmo. Chiesero inoltre che fossero riaperte le scuole albanesi, che la lingua albanese diventasse una lingua amministrativa ufficiale e che le famiglie dei ribelli albanesi non fossero più internate dalle autorità. Gli jugoslavi risposero ai tentativi di comunicazione con maggiore violenza e furono schierate un numero crescente di milizie serbe e bande cetniche. La rivolta fu infine repressa dall'esercito jugoslavo nel novembre del 1920 e molti kachak fuggirono a Scutari.

## Zona Neutrale di Junik

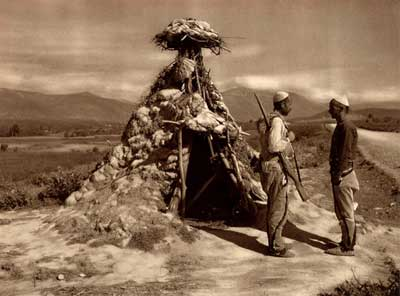
Kachak negli anni '20 che controllano una strada in Kosovo.

Nell'aprile 1921 Azem Galica tornò in Kosovo per riprendere le attività del movimento kachak. Le azioni di guerriglia nella regione si erano intensificate dopo l'internamento delle famiglie dei sospetti kachak nei campi della Serbia centrale durante la primavera del 1921. Nel luglio dello stesso anno il Comitato per la difesa nazionale del Kosovo presentò alla Società delle Nazioni un documento in cui si denunciavano le atrocità serbe perpetrate contro gli albanesi. Lo stesso documento stimava che le forze serbe avessero ucciso 12 371 persone in Kosovo, imprigionate 22 110 e bruciato circa 6 000 case.
Nel novembre del 1921 la Società delle Nazioni istituì la Zona Neutrale di Junik, in seguito alle continue controversie sui confini tra l'Albania e il Regno di Jugoslavia, alle frequenti intrusioni militari serbe nella parte albanese che avvenivano dal 1918, e ai continui scontri tra i guerriglieri albanesi e l'esercito jugoslavo. La maggior parte delle bande kachak si stabilì nella Zona Neutrale, come anche alcuni politici del Comitato per la difesa nazionale del Kosovo. I kachak si preoccupavano principalmente dell'autogoverno e della conservazione del loro stile di vita tradizionale. La base legislativa della Zona Neutrale di Junik era costituita dal Kanun, un insieme di codici di diritto consuetudinario tradizionale albanese.
Nonostante la popolarità del movimento kachak tra gli albanesi, i sostenitori di Ahmet Bej Zogu ne osteggiarono le attività. Nel 1922 Zog, allora ministro degli Interni in Albania e noto oppositore del Comitato per la difesa nazionale del Kosovo, iniziò a disarmare le tribù albanesi degli altipiani nel nord del paese e quelle all'interno della zona neutrale di Junik. Ordinò inoltre di attaccare la Zona Neutrale e di liquidare i kachak ovunque si trovassero.
Nel marzo del 1922 Bajram Curri, Hasan Prishtina e Elez Isufi tentarono senza successo di rovesciare Zog, che alla fine divenne Primo Ministro dell'Albania il 2 dicembre 1922. I suoi litigi con i leader degli albanesi kosovari lo resero un accanito oppositore del movimento kachak, e del Kosovo in particolare. La sua ascesa al potere portò alla fine del sostegno del governo albanese al Kosovo e al graduale assassinio dei leader del Comitato per la difesa nazionale.  Zog stipulò un accordo segreto con gli jugoslavi, promettendo tra le altre cose di sterminare le bande kachak. Nel gennaio 1923 le forze di Zog, in coordinamento con gli jugoslavi, invasero la Zona Neutrale di Junik, costringendo i kachak a riparare nel resto del Kosovo.
Jusuf Mehonjić, un leader albanese anti-jugoslavo del Sangiaccato, guidò le bande dei çeta nella zona di Novi Pazar, Rožaje, Sjenica, Kolašin e Bihor dal 1924 in poi.
Il movimento kachak fu definitivamente sconfitto nel 1927. I leader della resistenza albanese caddero in battaglia, come Azem Galica nel 1924, o furono assassinati dal regime zoghista, come Hasan Prishtina e Bajram Curri. Il Comitato del Kosova venne smembrato dal regime zoghista e il Kosovo rimase in mano agli jugoslavi.
Secondo Sabrina P. Ramet, tra il 1918 e il 1921 furono uccisi in Kosovo circa 12 000 albanesi. Alcuni resoconti affermano che tra gli anni 1912-1920, 150 000 albanesi furono cacciati dal Kosovo per opera dei serbi. Nel luglio del 1921 il Comitato per il Kosovo registrò che i serbi avevano ucciso 12 371 albanesi kosovari e ne avevano imprigionati oltre 22 000 Più di 6 000 albanesi (principalmente civili) furono uccisi dalle forze jugoslave solo nel 1919, a cui si aggiungono la distruzione di 3 873 case e l'espulsione di 30 000-40 000 albanesi dal Kosovo che furono costretti a fuggire in Albania.
In seguito alle rivolte kachak, la colonizzazione del Kosovo si sarebbe intensificata dalle autorità jugoslave e circa 58 263 coloni serbi si sarebbero stabiliti in Kosovo. Durante la seconda guerra mondiale il Kosovo divenne parte dell'Albania e furono deportati o costretti alla fuga dalle autorità albanesi tra i 70 000 e i 100 000 serbi. Le autorità albanesi presero di mira anche i coloni jugoslavi, trasferendo contemporaneamente 72 000 coloni dall'Albania in Kosovo.